# 小川里永子
小川 里永子（おがわ りえこ、1961年11月5日 - ）は、日本の声優、女優。富山県富山市出身。血液型はA型。
富山県立富山南高等学校卒業、青年座養成所出身。かつては劇団新人会、九プロダクション、劇団五色の花、TABプロダクションに所属していた。
スリービックリーズのメンバー・CHERRYとしても活動している。

## 出演作品

### 音楽活動
- 1986年よりプロとして主にライブハウスで活動開始。
- 関東地域のライブハウスやホテルラウンジなどで主にJAZZやPopsのカバー曲でライブ。
- 1997年、ソウル・ディスコをメインにカバーする“歌って踊ってコントするユニット”「スリービックリーズ」に参加、現在も活動中。
- スリービックリーズにて、現在までほぼ毎年動員300名規模のライブを敢行。
- 2005年よりラッツ＆スターの桑マンこと桑野信義と共に「桑マン with スリービックリーズ（K3B）」を結成。CDをリリースし全国規模のライブツアーを行う。
- 2007年、鈴木雅之、ゴスペラーズ、Skoop On Somebodyが中心となって開催されたソウル・ミュージックの祭典「SOUL POWER 2007」に“K3B”として参加、初めて武道館のステージに立ち、鈴木雅之、東方神起やブラザー・コーンらと共演。
- 2007年から2015年にかけて鈴木聖美のステージにてコラボコーナーやゲスト出演にて共演。
- 2011年、NHK教育テレビ『シャキーン！』ライブであやめちゃんと共に「イーブン・イーブン」をデュエット。（CD,DVD）
- 2018年3月、NYのソウルの殿堂「アポロシアター」のアマチュアナイトの予選にトライすべく渡米、見事通過して同年7月の本選に出場。
- 現在も個人、グループ共に活動中。

### テレビアニメ
- クッキングパパ（東山美保）
- サザエさん（南夫人）
- デビルマンレディー（モデル）
- ふたり暮らし（絵垣麗）

### OVA
- らんま1/2 学園に吹く嵐! アダルトチェンジひな子先生

### 吹き替え
- インディ・ジョーンズ/若き日の大冒険
- カリブ慕情
- スターフライト・ワン
- デューン/砂の惑星（ナレーター2）※テレビ朝日版（BD収録）
- Dr.Tと女たち（レーシー）
- バックファイヤー!
- BlACK RUN ブラック・ラン
- ブルーブラッド 〜NYPD家族の絆〜（リンダ・レーガン）
- ボディ・ダブル
- ホミサイド/殺人捜査課（スタイバース）
- メルローズ・プレイス（ブルック・アームストロング）
- レッドブル

#### 海外アニメ
- キャプテン・プラネット（ギー）
- トムとジェリーキッズ
- ブルー2 トロピカル・アドベンチャー（ギャビー）

### テレビ
- さわやか3組
- 徳川慶喜
- 世にも奇妙な物語

### 舞台
- 湯気はれて　劇団五色の花公園　演劇鑑賞会
- 従姉妹たち
- 劇団えるむ公演「みすゞ凛々」（金子みすゞ）全国学校公演　演劇鑑賞会例会
- ガラスの動物園
- 「赤ずきんちゃんの森の狼たちのクリスマス」（赤ずきんちゃん）　全国学校公演　演劇鑑賞会例会

### CD
- あすか120%（新堂環）
- 放課後恋愛クラブ 恋のデュエット（山科瑞穂）

### CM
- アデランス
- 日清